# Réserve de Berenty
La réserve de Berenty est une petite réserve privée de 200 ha, située à l'extrême sud de Madagascar, à deux heures de route Tôlanaro. Elle a été créée en 1936. La réserve fait partie avec « Bealoka » et  « Rapily » d'un ensemble de 1 000 ha forêt épineuse résiduelle au sein de l'ancienne plantation de Sisal de Henry de Heaulme. La réserve est un lieu privilégié pour l'observation d'espèces endémiques d'oiseaux tels que les couas, mais surtout des lémuriens (makis catas, sifakas, gibros, lépilémurs et microcèbres). La chercheuse Alison Jolly a publié plusieurs ouvrages concernant cette réserve.